# Alfred Chilhaud-Dumaine
Alfred Chilhaud-Dumaine (* 25. Dezember 1852 in Paris; † 6. Februar 1930) war ein französischer Diplomat.

## Leben
Alfred Chilhaud-Dumaine besuchte die Elitehochschule École nationale des chartes, die er 1877 mit einer Arbeit über Savary de Mauléon abschloss. Am 15. Januar  1877 trat er in den auswärtigen Dienst ein. Von 1887 bis 1892 war er Legationssekretär in Berlin. Von 1904 bis 1907 war er Gesandter in München. Von 1907 bis 1912 war er Gesandter in Mexiko-Stadt. Vom 18. Mai 1912 bis 10. August 1914 war er Gesandter in Wien und löste damit Philippe Crozier ab.

## Schriften
- La Dernière Ambassade de France en Autriche. 1921
- Choses d'Allemagne.